# Hřebcov
Hřebcov (636 m n. m.) je vrch v okrese Svitavy v Pardubickém kraji. Leží asi 2,5 km severně od vsi Hřebeč, vrcholem na katastrálním území vsi Boršov a západním svahem na území obce Koclířov.

## Geomorfologické zařazení
Geomorfologicky vrch náleží do celku Svitavská pahorkatina, podcelku Českotřebovská vrchovina, okrsku Hřebečovský hřbet a podokrsku Koclířovský hřbet.